# Megasema pachnobides
Megasema pachnobides là một loài bướm đêm trong họ Noctuidae.